# Bela snežinka
»Bela snežinka« skupine Veter je priredba skladbe »Tiho pada sneg«, ki jo je leta 1957 posnel ansambel Optimisti, sestavljen iz nekaterih znanih slovenskih jazz glasbenikov tistega obdobja. Melodija ni izvirna. V kitici je uporabljena melodija italijanske skladbe »Non Dimenticar Le Mie Parole« (dobesedno Ne pozabi mojih besed) iz leta 1937, ki sta jo napisala Giovanni D'Anzi in Alfredo Bracchi, izvajal pa jo je tudi Carlo Buti, največji zvezdnik italijanske popularne glasbe v tem obdobju in tudi po vojni. Refren je vzet iz hrvaške skladbe »Snježi« (dobesedno Sneži), ki jo je napisal Mario Kühnel (tudi Kinel) leta 1940 in jo je kot prvi posnel hrvaški glasbenik Ivo Robić leta 1943. Prav tako je besedilo skladbe »Snježi« služilo kot navdih za besedilo »Bele snežinke«. 

## Verzija skupine Veter
Avtor slovenskega besedila je uradno neznan, najverjetneje jo je napisal Aleksander Skale, sicer dober poznavalec jazz scene, ki je napisal besedilo za leta 1957 posneto skladbo »Tiho pada sneg« ansambla Optimisti. Med druge možne besedilopisce se uvrščajo Alojz Zavratnik iz Zagorja ob Savi in celo neki zasavski župnik. Aranžma je napisal vokalist skupine Vanjo Tomc, videospot pa je režiral Ivan Klarič.
Pesem ni bila nikoli izdana kot single, se je pa istoimenski album, na katerem je tudi ta skladba, prodal skupaj v 28.000 izvodih.

#### Zasedba
- Božidar Wolfand - Wolf – producent
- Tadej Hrušovar – producent
- Vanjo Tomc – vokal, aranžma, saksofon
- Črt Nanut – bas kitara, pozavna
- Leon Skerbiš – kitara, violina
- Iztok Pepelnjak – bobni
- Slobodan Filipovič - klaviature
- Ivan Klarič – režiser videospota

### Tedenske lestvice
| SloTop50         | Najvišje |
| ---------------- | -------- |
| 2013 (Slovenija) | 26       |
| 2014 (Slovenija) | 36       |
| 2015 (Slovenija) | 8        |
| 2016 (Slovenija) | 25       |
| 2017 (Slovenija) | 25       |
| 2018 (Slovenija) | 29       |
| 2019 (Slovenija) | 15       |
| 2020 (Slovenija) | 7        |

## Priredbe
- 1957 – »Tiho pada sneg« (Optimisti)
- 1988 – »Bela snežinka« (Veter)
- 2004 – »Bela snežinka« (Bepop)
- 2023 – »Bela snežinka« (Božidar Wolfand - Wolf)